# Camille Benjamin
Camille Benjamin (Cleveland, 22 giugno 1966) è un'ex tennista statunitense.

## Carriera
Nel 1987 ha conquistato nel singolare lo Schenectady Open e nel 1986 ha vinto in doppio il Virginia Slims of Tulsa, in coppia con la sudafricana Dinky Van Rensburg.
Nei tornei del Grande Slam ha ottenuto il suo miglior risultato raggiungendo le semininali in singolare dell'Open di Francia nel 1984.

## Statistiche

### Singolare

#### Vittorie (1)
| Numero | Anno | Torneo                        | Superficie | Avversaria in finale | Punteggio |
| 1.     | 1987 | Schenectady Open, Schenectady | Cemento    | Vicki Nelson-Dunbar  | 6–2, 6–3  |

### Doppio

#### Vittorie (1)
| Numero | Anno | Torneo                         | Superficie | Compagna           | Avversarie in finale            | Punteggio |
| 1.     | 1986 | Virginia Slims of Tulsa, Tulsa | Cemento    | Dinky Van Rensburg | Svetlana Černeva Larisa Neiland | 7-6, 7-5  |